# Rumunská pravoslavná církev

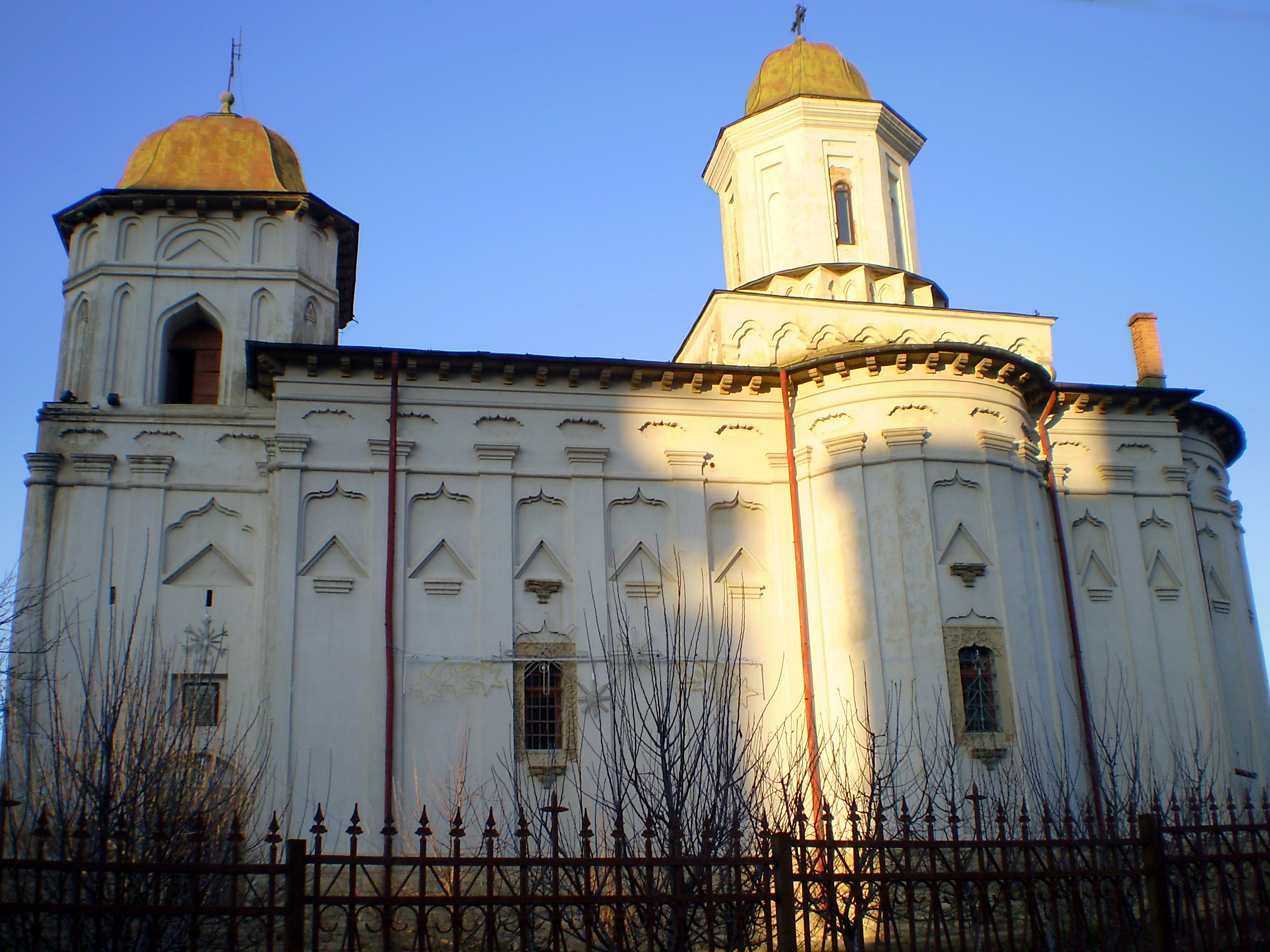
Chrám sv. Teodora v Iaşi

Rumunská pravoslavná církev (rumunsky Biserica Ortodoxă Română) je jedna z pravoslavných církví. Liturgickým jazykem církve je rumunština. Na celém světě má asi 20 miliónů příslušníků, čímž je po ruské pravoslavné církvi druhou nejpočetnější pravoslavnou církví na světě. K církvi se hlásí zhruba 89 % rumunského obyvatelstva. Církev má 15 teologických fakult a přes 500 klášterů s více než 8 000 mnichy a jeptiškami.

## Historie

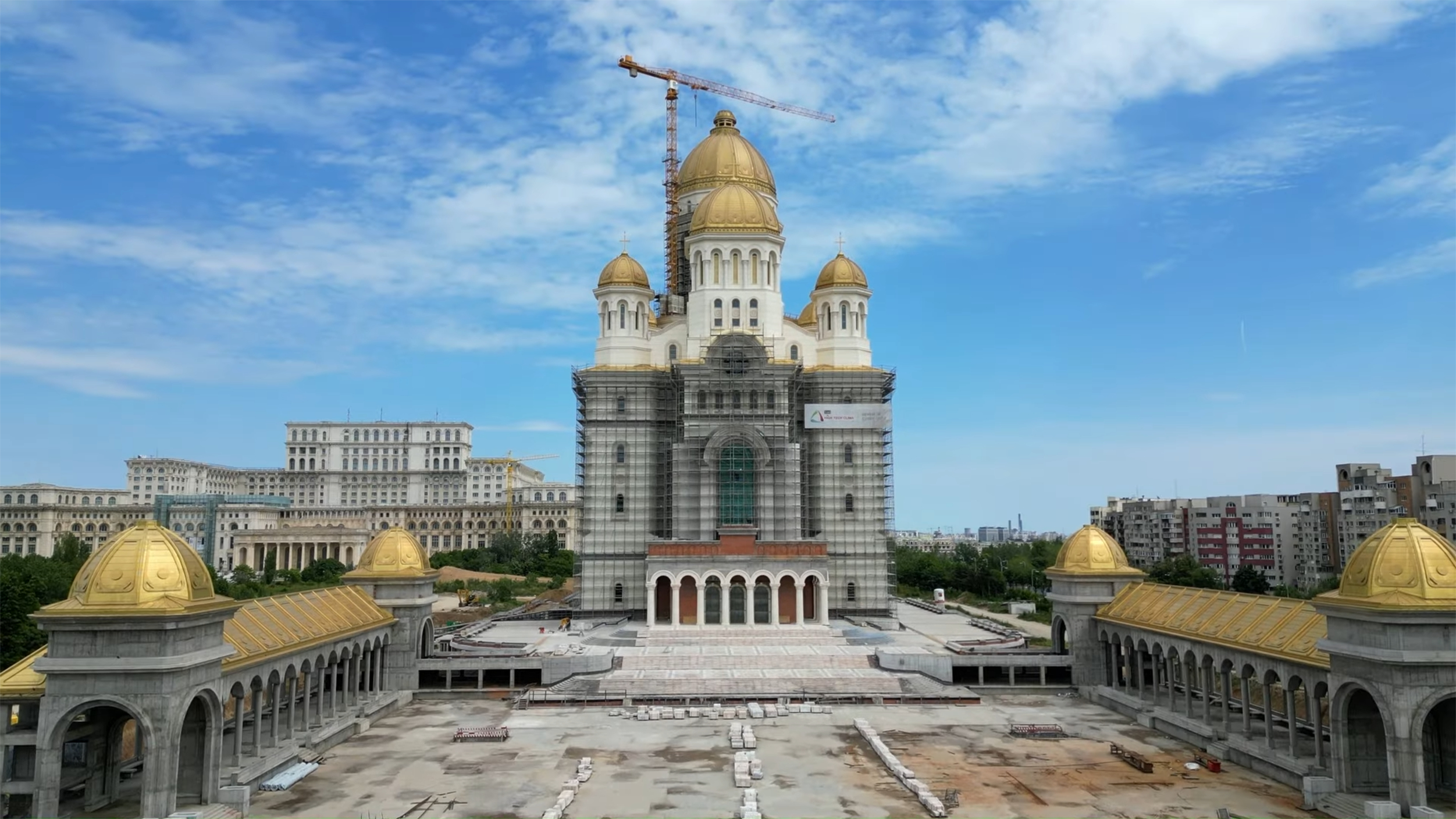
Katedrála spásy rumunského lidu

První církevní obce vznikly na území dnešního Rumunska na začátku 15. století. Rumunská pravoslavná církev byla v Sedmihradsku spolu s řeckou pravoslavnou církví uznána roku 1781 tolerančním patentem císaře Josefa II. Rumunská pravoslavná církev získala samostatnost roku 1885 a v roce 1925 byl vyhlášen Rumunský patriarchát.
Od roku 1949 je asi 300 000 ortodoxních Rumunů žijících mimo Rumunsko v Evropě zastoupeno metropolitou se sídlem v Paříži (chrám archandělů Michaela, Gabriela a Rafaela). V roce 1993 byla založena rumunská pravoslavná metropolie pro Německo, střední a severní Evropu, která od roku 2001 sídlí v Norimberku.
Od roku 1961 je rumunská pravoslavná církev členem Světové rady církví.

### Život církve po pádu komunismu
Od revoluce v roce 1989 a pádu režimu Nicolae Ceaușesca zažívá církev opět rozkvět: 

Podle oficiálních statistik bylo v roce 2013 v Rumunsku 531 klášterů (278 mužských a 253 ženských) a dalších 190 mnišských komunit (mnichů a mnišek bylo v tomto roce dohromady 8 831). I ve 21. století se staví či obnovují farní chrámy, kterých je celkově v zemi více než 1600. Rumunsko také jako jedna z mála evropských zemí zažívá nárůst deklarované religiozity - k náboženskému vyznání roce 2013 hlásilo 89 % rumunské populace (o něco více než v roce 2005), čímž se Rumunsko celosvětově zařadilo na šesté místo na světě. Na tom má podíl právě převážně pravoslavná církev, zažívající opětovný rozkvět v demokratickém režimu. Církev spravuje 33 nemocnic, léčeben a center pro tělesně postižené, 25 domů pro seniory, 65 sociálních center pro děti, 22 center pro rodiny a matky v nouzi a 92 sociálních léčeben. Náboženství se učí ve školách, kněží slouží v nemocnicích a v armádě.

## Správní členění církve
- V samotném Rumunsku se církev člení do 29 diecézí v 6 patriarchátech: Bukurešť, Suceava, Maramureș, Kluž, Iaşi, Roman, Huși, Harghita, Oradea, Alba Iulia, Arad, Temešvár, Caransebeș, Sibiu, Constanţa, Râmnicu Vâlcea, Curtea de Argeș, Târgoviște, Galaţi, Buzău, Slobozia, Slatina, Craiova, Alexandria, Giurgiu
- Moldavsko: Kišiněv (chrám svaté Teodory ze Sihly), Dubossary, Bălți, Cahul
- Ostatní země: Metropolita pro západní a jižní Evropu - Limours (Francie); pro Německo, střední a severní Evropu - Norimberk; americký metropolitát - Chicago[3]